# Robert McHenry
Pour les articles homonymes, voir McHenry.
Robert Dale McHenry (né le 30 avril 1945 à Saint-Louis, dans l'État du Missouri) est un éditeur, un rédacteur en chef et un encyclopédiste américain qui a dirigé l'édition de plusieurs travaux principalement biographiques et était vice-président et rédacteur en chef de l'Encyclopædia Britannica de 1992 à 1997.

## Œuvres
- (en-US) Robert McHenry (dir.), A Documentary History of Conservation in America, Praeger, 1972, 422 p. (ISBN 9780275282486),
- (en-US) Robert McHenry (dir.), Webster's American Biographies, Merriam-Webster, 1er janvier 1976, 1254 p. (ISBN 9780877791539, lire en ligne),
- (en-US) Robert McHenry (dir.), Webster's American Military Biographies: The Stories of 1000 Military Figures, G. & C. Merriam Company, 1978, 568 p. (ISBN 9780877790631, lire en ligne)
- (en-US) Robert McHenry (dir.), Famous American Women: A Biographical Dictionary from Colonial Times to the Present, Dover Publications, 1er septembre 1983, 514 p. (ISBN 9780486245232, lire en ligne),
- (en-US) Robert McHenry (dir.), The New encyclopaedia Britannica, Encyclopaedia Britannica, 1er mars 1993, 32 030 (ISBN 9780852295717),
- (en-US) Robert McHenry (dir.), The New Encyclopedia Britannica, Encyclopaedia Britannica, 1er janvier 1995 (ISBN 9780852296059),
- (en-US) Robert McHenry, How to Know, Booklocker.com, 1er juin 2004, 152 p. (ISBN 9781591135234),
- (en-US) Robert McHenry, Needless to Say..., Outskirts Press, 22 février 2018, 614 p.,